# Techniczny Uniwersytet Helsiński

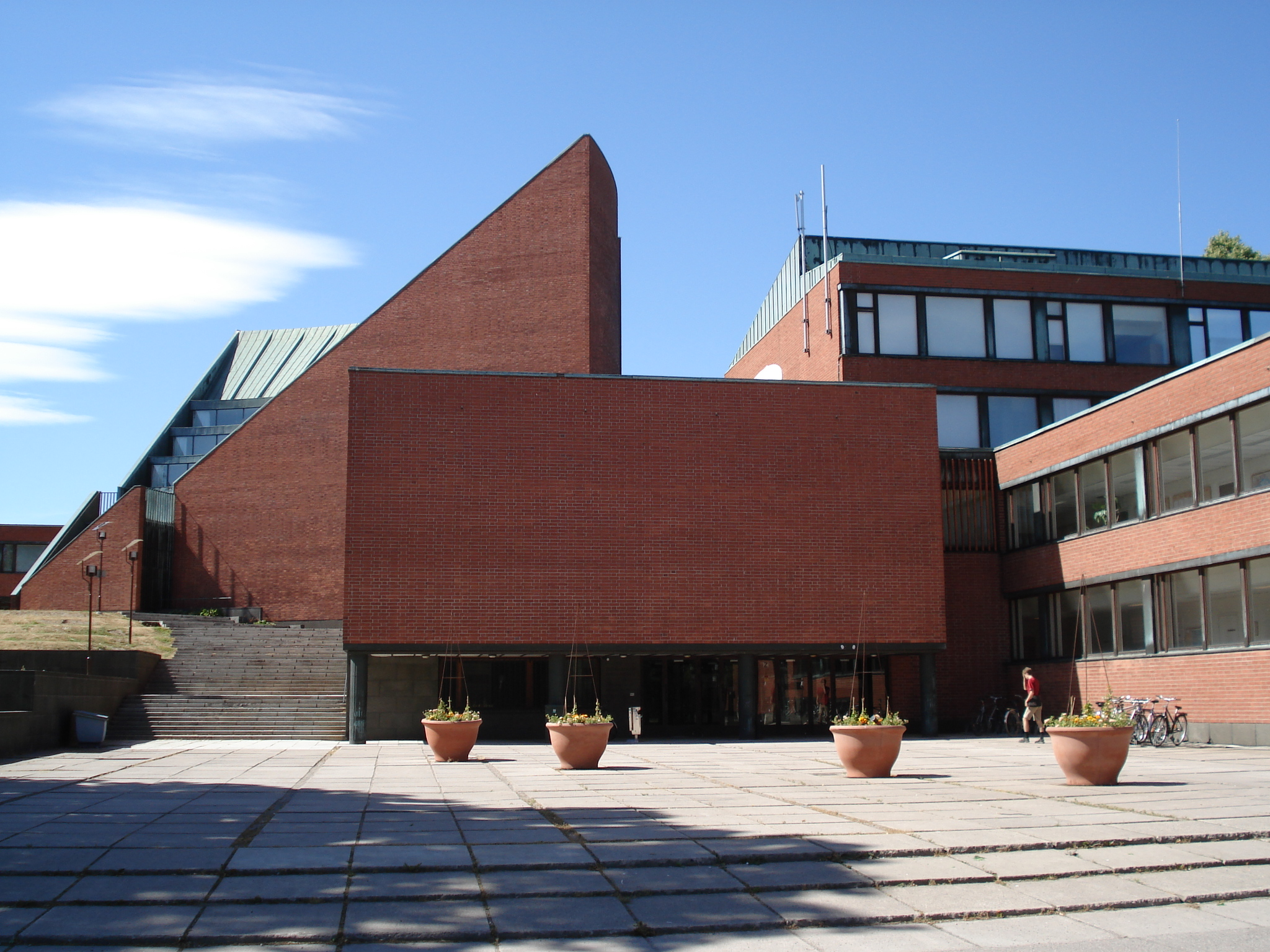
Główny budynek TKK zaprojektowany przez Alvara Aalto

Politechnika Helsińska (fiń. Teknillinen korkeakoulu, szw. Tekniska högskolan, ang. Helsinki University of Technology) – założona w 1849 r. politechnika w Helsinkach. Nie należy jej mylić z Uniwersytetem Helsińskim, który jest oddzielną uczelnią. Studiuje na niej około 15 tys. osób. Budżet wynosi 223 mln euro.